# (34006) 2000 OQ9
(34006) 2000 OQ9 est un astéroïde de la ceinture principale d'astéroïdes découvert en 2000.

## Description
(34006) 2000 OQ9 a été découvert le 31 juillet 2000 à l'observatoire de Črni Vrh, situé dans l'ouest de la Slovénie, par l'Observatoire de Črni Vrh.

### Caractéristiques orbitales
L'orbite de cet astéroïde est caractérisée par un demi-grand axe de 2,54 ua, un périhélie de 2,11 ua, une excentricité de 0,17 et une inclinaison de 12,04° par rapport à l'écliptique. Du fait de ces caractéristiques, à savoir un demi-grand axe compris entre 2 et 3,2 ua et un périhélie supérieur à 1,666 ua, il est classé, selon la JPL Small-Body Database, comme objet de la ceinture principale d'astéroïdes.

### Caractéristiques physiques
(34006) 2000 OQ9 a une magnitude absolue (H) de 14,7 et un albédo estimé à 0,233.